# تکیه مسجد جامع‌آباده
تکیه مسجد جامع آباده مربوط به اواخر دوره قاجار -اوایل دوره پهلوی است و در آباده، خیابان آیت الله کاشانی، انتهای بازار کهنه واقع شده و این اثر در تاریخ ۱۱ شهریور ۱۳۸۲ با شمارهٔ ثبت ۹۸۰۲ به‌عنوان یکی از آثار ملی ایران به ثبت رسیده است.